# Miyu Nagaoka
Miyu Nagaoka (長岡望悠?, Nagaoka Miyu; Miyama, 25 luglio 1991) è una pallavolista giapponese.

## Carriera
La carriera di Miyu Nagaoka inizia a livello scolastico nei campionati locali. Nello stesso periodo gioca nelle nazionali giovanili giapponesi: nel 2007 vince il campionato asiatico e oceaniano under 17, dove riceve il premio di MVP; nel 2008 vince campionato asiatico e oceaniano under 19. Due anni dopo, nel 2010, debutta in nazionale maggiore, prendendo parte alla Coppa asiatica.
Nella stagione 2010-11 inizia la carriera professionistica con le Hisamitsu Springs, classificandosi al terzo posto in campionato; la stagione successiva è finalista in campionato, ma esce sconfitta contro le Toray Arrows. Nella stagione 2012-13 vince sia la Coppa dell'Imperatrice che lo scudetto, venendo premiata come MVP del campionato e venendo inserita nel sestetto ideale; completa poi la stagione perfetta vincendo il V.League Top Match ed il Torneo Kurowashiki; con la nazionale vince la medaglia d'argento al campionato asiatico e oceaniano 2013 e quella di bronzo alla Grand Champions Cup 2013
Nel campionato 2013-14 vince ancora una volta la Coppa dell'Imperatrice, lo scudetto e il campionato asiatico per club, venendo premiata come MVP del torneo; con la nazionale si aggiudica la medaglia d'argento al World Grand Prix 2014. Nel campionato seguente si aggiudica ancora una volta la Coppa dell'Imperatrice, per poi uscire sconfitta nella finale scudetto, raccogliendo comunque qualche riconoscimento individuale.
Nella stagione 2015-16 trionfa nuovamente sia in campionato, dove ottiene nuovamente il premio di miglior giocatrice del torneo e l'inclusione nel sestetto ideale, che in Coppa dell'Imperatrice, mentre nel campionato asiatico per club, terminato al secondo posto, viene premiata come miglior schiacciatrice; nel campionato successivo conquista la quinta Coppa dell'Imperatrice
e raggiunge nuovamente la finale del campionato, venendo nuovamente inserita nel sestetto ideale della competizione, ma nel marzo 2017 subisce un infortunio al legamento crociato anteriore sinistro che la tiene lontana dai campi di gioco per oltre tredici mesi facendole saltare l'intero campionato 2017-18 vinto dalla sua squadra.
Nella stagione 2018-19 si trasferisce in prestito in Italia, dove disputa la Serie A1 con l'Imoco, aggiudicandosi la Supercoppa italiana 2018; a causa di un nuovo infortunio al ginocchio sinistro patito nel mese di dicembre 2018 rientra in patria per la riabilitazione: tuttavia, seppur non in campo, risulta essere tra le vincitrici dello scudetto 2018-19.

## Palmarès

### Club
- Campionato giapponese: 4

2012-13, 2013-14, 2015-16, 2017-18
- Campionato italiano: 1

2018-19
- Coppa dell'Imperatrice: 5

2012, 2013, 2014, 2015, 2016
- Torneo Kurowashiki: 1

2013
- Supercoppa italiana: 1

2018
- / V.League Top Match: 1

2013
- Campionato asiatico per club: 1

2014

### Nazionale (competizioni minori)
- Campionato asiatico e oceaniano under 17 2007
- Campionato asiatico e oceaniano under 19 2008

### Premi individuali
- 2007 - Campionato asiatico e oceaniano under 17: MVP
- 2013 - V.Premier League: MVP
- 2013 - V.Premier League: Sestetto ideale
- 2013 - Torneo Kurowashiki: Sestetto ideale
- 2013 - Montreux Volley Masters: Miglior attaccante
- 2014 - V.Premier League: Sestetto ideale
- 2014 - Campionato asiatico per club: MVP
- 2014 - World Grand Prix: Miglior schiacciatrice
- 2015 - V.Premier League: Miglior spirito combattivo
- 2015 - V.Premier League: Sestetto ideale
- 2015 - Campionato asiatico per club: Miglior schiacciatrice
- 2016 - V.Premier League: MVP
- 2016 - V.Premier League: Sestetto ideale
- 2017 - V.Premier League: Sestetto ideale